# Квара (диалект)
Квара (кваринья, квараса) — диалект (или диалектальный кластер) языка кемант, на котором говорили эфиопские евреи (фалаша и бета-исраэль) в провинции Квара, в основном на западном берегу озера Тана.
Начиная с XX века язык вытесняется амхарским. После операции «Соломон» большинство носителей языка живут в Израиле, где квара вытесняется ивритом.
Возможно, вымер.